# Platyrrhinus
Platyrrhinus (Saussure, 1860) è un genere di pipistrelli della famiglia dei Fillostomidi.

## Descrizione

### Dimensioni
Al genere Platyrrhinus appartengono pipistrelli di piccole e medie dimensioni, con lunghezza della testa e del corpo tra 48 e 98 mm, la lunghezza dell'avambraccio tra 36 e 64 mm e un peso fino a 68 g.

### Caratteristiche craniche e dentarie
La scatola cranica presenta un rostro largo e lungo circa quanto la scatola cranica. Gli incisivi esterni superiori sono bicuspidati e lunghi meno della metà di quelli più interni. Quelli inferiori sono bifidi o talvolta leggermente trifidi e disposti in una fila continua tra i due canini. I primi due molari superiori sono uguali tra loro ed hanno la superficie occlusiva praticamente liscia.
Sono caratterizzati dalla seguente formula dentaria:

### Aspetto
Il colore delle parti dorsali varia dal giallo-brunastro al bruno-nerastro, mentre le parti ventrali sono più chiare. Il muso è corto e leggermente allungato, gli occhi sono relativamente grandi. Sono presenti due strisce bianche o giallo-brunastro sui lati del muso, caratteristiche della sottofamiglia. Una striscia bianca dorsale si estende dalla zona tra le spalle fino alla groppa. La foglia nasale è di proporzioni moderate, lanceolata e con la porzione inferiore sempre separata dal labbro superiore. Le orecchie sono
larghe, triangolari e ben separate tra loro. Il trago è corto e triangolare. È privo di coda. L'uropatagio è ridotto ad una sottile membrana lungo la parte interna degli arti inferiori, con il margine libero spesso frangiato e a forma di U o V rovesciata.

## Distribuzione
Il genere è diffuso in America Centrale e meridionale.

## Tassonomia
Il genere comprende 18 specie.
- Le strisce facciali sono bianche.
  - La striscia dorsale è bianca e larga.
    - Platyrrhinus brachycephalus
    - Platyrrhinus guianensis
    - Platyrrhinus helleri
    - Platyrrhinus lineatus
    - Platyrrhinus recifinus

  - La striscia dorsale è visibile ma sottile.
    - Platyrrhinus albericoi
    - Platyrrhinus angustirostris
    - Platyrrhinus fusciventris
    - Platyrrhinus matapalensis
- Le strisce facciali sono giallo-brunastre.
  - La striscia dorsale è bianca e larga.
    - Platyrrhinus masu
    - Platyrrhinus nitelinea
    - Platyrrhinus vittatus

  - La striscia dorsale è visibile ma sottile.
    - Platyrrhinus aurarius
    - Platyrrhinus chocoensis
    - Platyrrhinus dorsalis
    - Platyrrhinus ismaeli
    - Platyrrhinus umbratus

  - La striscia dorsale è poco visibile.
    - Platyrrhinus infuscus